# Oródés III.
Oródés III. (? – 6/7 n. l.) byl v letech 4–6/7 n. l. parthským velkokrálem. Patří k vladařům, o jejichž původu a rodinných vazbách se neví vůbec nic. Spíše nepravděpodobné je rodičovství Fraata IV. a zřejmě i Oróda II.
Na trůn ho vyneslo svržení krále Fraataka a jeho matky Músy roku 4 n. l. Podle Flavia Iosepha panoval s mimořádnou krutostí, což může být klišé rozšiřované jeho odpůrci. Zabit byl již po dvou letech – jedna verze uvádí, že na lovu, druhá, že při hostině. Po vraždě se část parthských velmožů obrátila na Římany s prosbou, aby jim poslali nazpět prince Vonóna, který žil od roku 10/9 př. n. l. v Římě.